# Raccordement de Strasbourg-Cronenbourg
Le raccordement de Strasbourg-Cronenbourg est une ligne de chemin de fer française du Bas-Rhin. 
Ce raccordement permettait de relier la gare de Strasbourg-Cronenbourg aux gares de Hausbergen, Strasbourg-Ville et Strasbourg-Koenigshoffen.
Le raccordement consistait en quatre voies dont seules deux sont encore en service :
- la voie C (ligne n°139 300 du réseau ferré national) entre Strasbourg-Cronenbourg et Hausbergen ;
- la voie H (ligne n°139 301 du réseau ferré national) entre Strasbourg-Cronenbourg et Hausbergen. Cette voie est désormais inutilisée, l’aiguille vers Hausbergen étant déposée ;
- la voie K (ligne n°139 302 du réseau ferré national) entre Strasbourg-Cronenbourg et Strasbourg-Koenigshoffen. Cette voie est désormais inutilisée, l’aiguille vers Koenigshoffen étant déposée.
- la voie S (ligne n°070 346 du réseau ferré national), entre Strasbourg-Cronenbourg et Strasbourg-Ville.

## Historique
Cette ligne a été ouverte le 25 septembre 1916.

## Caractéristiques
Les voies C et S sont banalisées.